# Worstelen op de Olympische Zomerspelen 1932
Worstelen is een van de sporten die beoefend werden tijdens de Olympische Zomerspelen 1932 in Los Angeles.

## Heren

### Grieks-Romeins
Uitslagen per gewichtsklasse: 

#### bantamgewicht (tot 56 kg)
| rang   | sporter           | land |
| ------ | ----------------- | ---- |
| Goud   | Jakob Brendel     | GER  |
| Zilver | Marcello Nizzola  | ITA  |
| Brons  | Louis François    | FRA  |
| 4      | Herman Tuvesson   | SWE  |
| 5      | Georgios Zervinis | GRE  |
| 6      | Aatos Jaskari     | FIN  |
| 6      | László Szegfy     | HUN  |

#### vedergewicht (tot 61 kg)
| rang   | sporter          | land |
| ------ | ---------------- | ---- |
| Goud   | Giovanni Gozzi   | ITA  |
| Zilver | Wolfgang Ehrl    | GER  |
| Brons  | Lauri Koskela    | FIN  |
| 4      | Jindřich Maudr   | TCH  |
| 5      | Kiyoshi Kase     | JPN  |
| 6      | Oscar Lindelöf   | SWE  |
| 6      | Ödön Zombori     | HUN  |
| 8      | Christian Schack | DEN  |

#### lichtgewicht (tot 66 kg)
| rang   | sporter           | land |
| ------ | ----------------- | ---- |
| Goud   | Erik Malmberg     | SWE  |
| Zilver | Abraham Kurland   | DEN  |
| Brons  | Eduard Sperling   | GER  |
| 4      | Aarne Reini       | FIN  |
| 5      | Yoneichi Miyazaki | JPN  |
| 6      | Silvio Tozzi      | ITA  |

#### weltergewicht (tot 72 kg)
| rang   | sporter          | land |
| ------ | ---------------- | ---- |
| Goud   | Ivar Johansson   | SWE  |
| Zilver | Väinö Kajander   | FIN  |
| Brons  | Ercole Gallegati | ITA  |
| 4      | Osvald Käpp      | EST  |
| 5      | Børge Jensen     | DEN  |
| 6      | Arild Dahl       | NOR  |
| 6      | Shiichi Yoshida  | JPN  |
| 8      | Gyula Zombori    | HUN  |

#### middengewicht (tot 79 kg)
| rang   | sporter        | land |
| ------ | -------------- | ---- |
| Goud   | Väinö Kokkinen | FIN  |
| Zilver | Jean Földeák   | GER  |
| Brons  | Axel Cadier    | SWE  |
| 4      | Emile Poilvé   | FRA  |

#### halfzwaargewicht (tot 87 kg)
| rang   | sporter         | land |
| ------ | --------------- | ---- |
| Goud   | Rudolf Svensson | SWE  |
| Zilver | Onni Pellinen   | FIN  |
| Brons  | Mario Gruppioni | ITA  |

#### zwaargewicht (boven 87 kg)
| rang   | sporter          | land |
| ------ | ---------------- | ---- |
| Goud   | Carl Westergren  | SWE  |
| Zilver | Josef Urban      | TCH  |
| Brons  | Nikolaus Hirschl | AUT  |
| 4      | Georg Gehring    | GER  |
| 5      | Aleardo Donati   | ITA  |

### Vrije stijl
Uitslagen per gewichtsklasse: 

#### bantamgewicht (tot 56 kg)
| rang   | sporter              | land |
| ------ | -------------------- | ---- |
| Goud   | Robert Pearce        | USA  |
| Zilver | Ödön Zombori         | HUN  |
| Brons  | Aatos Jaskari        | FIN  |
| 4      | Joseph Reid          | GBR  |
| 5      | Georgios Zervinis    | GRE  |
| 6      | Julien Depuichaffray | FRA  |

#### vedergewicht (tot 61 kg)
| rang   | sporter              | land |
| ------ | -------------------- | ---- |
| Goud   | Hermanni Pihlajamäki | FIN  |
| Zilver | Edgar Nemir          | USA  |
| Brons  | Einar Karlsson       | SWE  |
| 4      | Joseph Taylor        | GBR  |
| 5      | loannis Farmakidis   | GRE  |
| 6      | Jean Chasson         | FRA  |

#### lichtgewicht (tot 66 kg)
| rang   | sporter            | land |
| ------ | ------------------ | ---- |
| Goud   | Charles Pacôme     | FRA  |
| Zilver | Károly Kárpáti     | HUN  |
| Brons  | Gustaf Klarén      | SWE  |
| 4      | Melvin Clodfelter  | USA  |
| 5      | Kustaa Pihlajamäki | FIN  |
| 6      | Osvald Käpp        | EST  |

#### weltergewicht (tot 72 kg)
| rang   | sporter          | land |
| ------ | ---------------- | ---- |
| Goud   | Jack van Bebber  | USA  |
| Zilver | Daniel MacDonald | CAN  |
| Brons  | Eino Leino       | FIN  |
| 4      | Jean Földeák     | GER  |
| 5      | Gyula Zombori    | HUN  |
| 6      | Børge Jensen     | DEN  |
| 6      | Yoshio Kohno     | JPN  |
| 6      | Ludwig Lindblom  | SWE  |

#### middengewicht (tot 79 kg)
| rang   | sporter         | land |
| ------ | --------------- | ---- |
| Goud   | Ivar Johansson  | SWE  |
| Zilver | Kyösti Luukko   | FIN  |
| Brons  | József Tunyogi  | HUN  |
| 4      | Robert Hess     | USA  |
| 5      | Sumiyuki Kotani | JPN  |
| 6      | Emile Poilvé    | FRA  |
| 7      | Donald Stockton | CAN  |

#### halfzwaargewicht (tot 87 kg)
| rang   | sporter         | land |
| ------ | --------------- | ---- |
| Goud   | Peter Mehringer | USA  |
| Zilver | Thure Sjöstedt  | SWE  |
| Brons  | Eddie Scarf     | AUS  |
| 4      | Henry Madison   | CAN  |

#### zwaargewicht (boven 87 kg)
| rang   | sporter          | land |
| ------ | ---------------- | ---- |
| Goud   | Johan Richthoff  | SWE  |
| Zilver | John Riley       | USA  |
| Brons  | Nikolaus Hirschl | AUT  |

## Medaillespiegel
| rang   | land              | goud | zilver | brons | totaal |
| ------ | ----------------- | ---- | ------ | ----- | ------ |
| 1      | Zweden            | 6    | 1      | 3     | 10     |
| 2      | Verenigde Staten  | 3    | 2      | 0     | 5      |
| 3      | Finland           | 2    | 3      | 3     | 8      |
| 4      | Duitsland         | 1    | 2      | 1     | 4      |
| 5      | Italië            | 1    | 1      | 2     | 4      |
| 6      | Frankrijk         | 1    | 0      | 1     | 2      |
| 7      | Hongarije         | 0    | 2      | 1     | 3      |
| 8      | Canada            | 0    | 1      | 0     | 1      |
| 8      | Denemarken        | 0    | 1      | 0     | 1      |
| 8      | Tsjecho-Slowakije | 0    | 1      | 0     | 1      |
| 11     | Oostenrijk        | 0    | 0      | 2     | 2      |
| 12     | Australië         | 0    | 0      | 1     | 1      |
| totaal | totaal            | 14   | 14     | 14    | 42     |